# Óscar Domínguez
Óscar Domínguez (ur. 3 stycznia 1906 w San Cristóbal de La Laguna, zm. 31 grudnia 1957 w Paryżu) – hiszpański malarz surrealistyczny.
Młodość spędził w Tacoronte, a w wieku 21 lat wyjechał do Paryża. W 1933 poznał André Bretona i Paula Éluarda. Wkrótce wziął udział w wystawach surrealistów.
W 1931 namalował autoportret, pokazujący jego zdeformowane ręce (od dzieciństwa cierpiał na chorobę, która wpłynęła na jego wzrost i spowodowała postępujące deformacje kończyn) z podciętymi żyłami. 27 lat później w ten sposób popełnił samobójstwo.
Od 1936 stosował technikę dekalkomanii, najpierw malował gwaszem na różnych powierzchniach (papier, szkło), a następnie odciskał je na płótnie.